# Cuarteto de carnaval

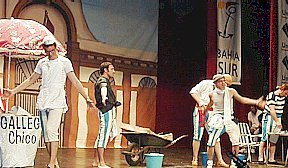
Cuarteto "El Cenachero 2000" actuando en el Gran Teatro Falla

El cuarteto de carnaval es un tipo de agrupación carnavalesca genuina de Cádiz.
Aunque su nombre hace pensar que está compuesto por 4 componentes, los cuartetos en Cádiz además pueden ser de 3 y de 5. Se acompañan con claves o palos, pitos o güiros y ocasionalmente de una guitarra. Su jefe se compone de parodia, cuplés y tema libre. El plato fuerte del cuarteto es sin duda la parodia, donde representan una situación donde los distintos personajes hacen reír desde la más fina ironía.
El concurso oficial de agrupaciones carnavalescas (COAC), se celebra en el Gran Teatro Falla donde los cuartetos comparten escenario con otras tres modalidades de agrupaciones: los coros, las chirigotas y las comparsas.
Los primeros premios de los últimos años en el Concurso oficial de agrupaciones del carnaval de Cádiz son:
| Año  | Agrupación                                                                                              | Autor                                 |
| ---- | --- | ------------------------------------- |
| 2024 | Los cocos de Cadi                                                                                       | Aguilera y Piulestán                  |
| 2023 | Escuela taller de gladiadores                                                                           | Ángel Gago                            |
| 2022 | Los ultraortodoxos de los callejones Cardoso                                                            | Ángel Gago                            |
| 2020 | Cuarteto del More                                                                                       | El cuarteto de los niños              |
| 2019 | Brigada Amarilla (Agüita con nojotros)                                                                  | Morera                                |
| 2018 | El equipo A Minúscula (Comando Caleti)                                                                  | Morera                                |
| 2017 | Lo que el viento se llevó                                                                               | Ángel Gago                            |
| 2016 | Asociación Local de Comerciantes Asociados Reunidos Arrejuntados Juntos y Organizados (A.L.C.A.R.A.J.O) | Ángel Gago                            |
| 2015 | Los Pensionistas se la dan de artistas                                                                  | Ángel Gago                            |
| 2014 | Los Pepegym                                                                                             | El cuarteto de los niños              |
| 2013 | Los que están al pie del cañón                                                                          | El cuarteto de los niños              |
| 2012 | Los que hundieron el Vaporcito                                                                          | Morera                                |
| 2011 | Los Que cogieron al mono Amelio y lo quitaron del medio                                                 | Morera                                |
| 2010 | Los Vaqueros de Springfield                                                                             | Morera                                |
| 2009 | Los Que Esperando La Sentencia Se Tragaron La Penitencia                                                | Morera                                |
| 2008 | Taller de reparaciones "Esto arranca por cojones" eSe eLe                                               | Morera                                |
| 2007 | Channel a los Cuatro                                                                                    | Cuarteto de Algeciras                 |
| 2006 | Un Cuarteto Con Gancho                                                                                  | Ángel Gago                            |
| 2005 | Aquí Mismo                                                                                              | Meni y Piulestán                      |
| 2003 | Los Del Barrio                                                                                          | Morera                                |
| 2002 | Ozú Opá                                                                                                 | Cuarteto de Algeciras                 |
| 2001 | El Marqués, La Marquesa Y Quince Metros De Mesa                                                         | José M. Valdés Álvarez                |
| 2000 | Doble o Nada                                                                                            | J. A. Vera Luque                      |
| 1999 | P.C.R.C. Los pejigueras                                                                                 | J. A. Vera Luque                      |
| 1998 | Encadenados                                                                                             | J. A. Vera Luque                      |
| 1997 | Ser o no ser                                                                                            | José Manuel Gómez                     |
| 1996 | Windous 95                                                                                              | Cuarteto de Rota                      |
| 1995 | Este trío es un caso                                                                                    | J. Manuel de la Calle e Ismael Campos |
| 1994 | No me chilles que me canso (Segundo premio; el primer premio fue declarado desierto)                    | Antonio Villanego                     |
| 1993 | Onde va con la chochera                                                                                 | Antonio Villanego                     |
| 1992 | Negociación a cuatro bandas                                                                             | El Libi                               |
| 1991 | Tres notas musicales                                                                                    | Talleres Cuplesur                     |
| 1990 | Otro duelo pero sin caja                                                                                | El Libi                               |

## Cuarteteros históricos
- Antonio Rivas, junto a Manuel Zambrano
- Joselito
- José Peña Herrera (El Peña)
- Juan Antonio Villar Pacheco (El Masa)
- Cuarteto de Rota
- Manuel Jesús Morera Rioja (El Morera)
- Ángel Gago Cubelo (El Gago)
- Javier Aguilera (El Canijo)
- Ángel Piulestán
- Selu Piulestán
- José Carlos Meni Quintero
- Iván Romero Castellón
- Dieguito Letrán
- Libi de Cádiz
- Antonio Villanego Jimenez